# Marita Covarrubias
Marita Covarrubias – fikcyjna postać serialu Z Archiwum X, w którą wcieliła się Laurie Holden.

## Historia postaci
Marita Covarrubias po raz pierwszy pojawia się w czwartym sezonie jako informatorka Muldera, po tym jak jego poprzedni informator – X – został odkryty i zastrzelony na polecenie Syndykatu. Niewiele wiadomo o jej przeszłości, jednak wiadomo tyle, że jej bezpośrednim zwierzchnikiem był Palacz. Obecnie pracuje ona jako asystentka Specjalnego Wysłannika Sekretarza Generalnego ONZ. Jest inna niż poprzedni informatorzy Muldera, ponieważ jej samej zależy na ujawnieniu prawdy. W piątym sezonie Syndykat wykrył jej zdradę i testował na niej szczepionkę przeciw Czarnej Ropie (lub Czarnej Oliwie; ang. black oil). Potem pojawia się już tylko w kilku odcinkach w szóstym, siódmym i dziewiątym sezonie, gdzie zeznaje na procesie Muldera.